# BASHLITE
BASHLITE (также известен как gafgyt, Lizkebab, LizardStresser или Torlus) — семейство вредоносных программ, заражающих системы Linux и созданных для создания и развития ботнетов для DDoS-атак. Первоначально вирусы семейства были написаны группировкой Lizard Squad. Все версии были написаны на языке C. Все созданные ими ботнеты в сумме смогли заразить и присоединить к себе более 1 миллиона устройств Интернета вещей. Размеры этих ботнетов варьировались от 74 до 120 000 ботов. Наибольшее их число находилось в Бразилии, Тайване, Колумбии, США и Китае. Атаки BASHLITE были направлены против банков, телекоммуникационных компаний, правительственных учреждений Бразилии и трёх игровых компаний США.
В 2015 г. код вируса был выложен в открытую сеть, в 2016 он получил огромное множество вариантов.

## Схема работы вируса
Первая версия BASHLITE, ELF_BASHLITE.A, способна идентифицировать устройства, использующие BusyBox и выводить на экран строку «gayfgt» при вызове команды SCANNER ON. Вторая версия, ELF_BASHLITE.SMB, через уязвимость Shellshock может получить контроль над такими устройствами. Она пытается получить доступ к BusyBox через подбор паролей, после удачного подбора скачиваются два скрипта, устанавливающие контроль над BusyBox.